# Сасиння
Сасиння (рос. Сасынье) — присілок в Старицькому районі Тверської області Російської Федерації.
Населення становить 22 особи. Входить до складу муніципального утворення Архангельське сільське поселення.

## Історія
Від 2005 року входить до складу муніципального утворення Архангельське сільське поселення. Раніше населений пункт належав до Юр'євського сільського округу.

## Населення
| 2008 | 2010 |
| ---- | ---- |
| 9    | ↗22  |